# Heriades pachyacanthus
Heriades pachyacanthus är en biart som beskrevs av Cockerell 1940. Heriades pachyacanthus ingår i släktet väggbin, och familjen buksamlarbin. Inga underarter finns listade i Catalogue of Life.